# Aska (Nara Dreamland)
Aska (jap. 木製コースターASKA, Mokusei kōsutā ASKA, dt. „holzgefertige Achterbahn ASKA“) im Nara Dreamland im japanischen Nara war eine Holzachterbahn vom Modell Wooden Coaster des Herstellers Intamin, die 1998 eröffnet wurde. Am 31. August 2006 wurde der Park geschlossen und somit auch Aska.
Die 1081 m lange Strecke erreichte eine Höhe von 30 m und besaß ein maximales Gefälle von 50°. Die Züge erreichten eine Höchstgeschwindigkeit von 80 km/h und die maximale Beschleunigung betrug 2,8 g.

## Züge
Die Züge von Aska besaßen jeweils sieben Wagen. In jedem Wagen konnten vier Personen (zwei Reihen à zwei Personen) Platz nehmen.